# 洪林镇
洪林镇，是中华人民共和国安徽省宣城市宣州区下辖的一个乡镇级行政单位。

## 行政区划
洪林镇下辖以下地区：
洪林社区、棋盘社区、鸽子山村、洪林村、东华山村、大青山村、七景村、宣茶村、施村、南湖村、高桂村、棋盘村和安徽省麻菇山茶场。